# DMSO redutase
DMSO redutase é uma enzima que contém molibdeno e que é capaz de reduzir o dimetilsulfóxido (DMSO) em dimetilsulfeto (DMS). Esta enzima serve como redutase terminal em condições anaeróbicas em algumas bactérias, com o DMSO servindo como aceitador terminal de electrões. Durante o curso da reacção, o átomo de oxigénio no DMSO é transferido para o molibdeno e depois é removido do molbdeno como água.

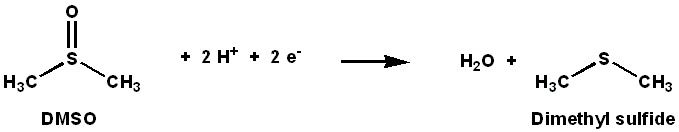
A reacção catalisada pela DMSO redutase.

## Sítio activo e mecanismo
O sítio activo contém um núcleo que contém molibdopterina que suporta o molibdeno no seu estado de oxidação mais elevado (MoVI). O mecanismo proposto para a DMSO reductase, faz a circulação do molibdeno entre os estados de oxidação +4 e +6.

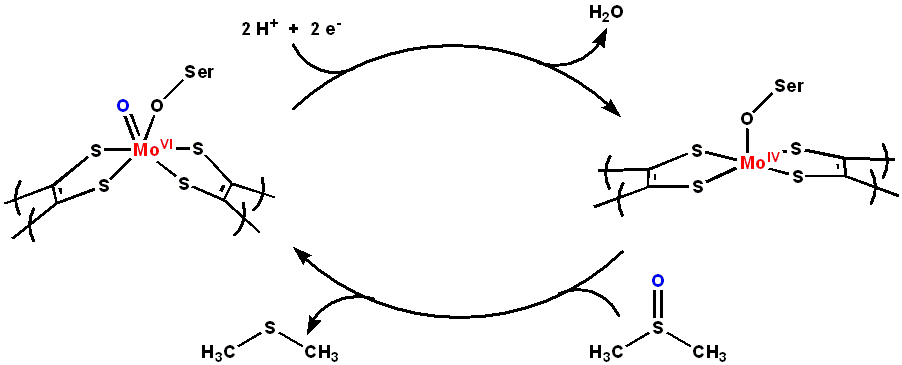
O mecanismo proposto para a DMSO redutase.